# Ahmed Akkari
Ahmed Akkari (arabisch أحمد عكاري, DMG Aḥmad ʿAkkārī; * 1978 im Libanon) ist ein dänischer Politaktivist, der durch die Erstellung und Verbreitung des Akkari-Laban-Dossiers, einem Bericht zur Kontroverse um die Mohammed-Karikaturen, bekannt wurde. Er gilt als muslimischer Imam.

## Biografie
Ahmed Akkari wurde 1978 im Libanon geboren. 1985 kam Akkari im Alter von sieben Jahren mit seiner Familie nach Dänemark und erhielt Asyl. Er kehrte mit seiner Familie 1990 in den Libanon zurück, um ein Jahr später erneut nach Dänemark einzureisen. Beim Wiedereinreisen wurde der Familie der Flüchtlingsstatus aberkannt, da der libanesische Bürgerkrieg zu Ende war. Aufgrund der intensiven Berichterstattung in den dänischen Lokalmedien erhielt Ahmed Akkari trotzdem das Bleiberecht. Akkari schloss die Schule ab und machte eine Ausbildung als Lehrer in Aarhus. 2005 erhielt Akkari das dänische Bürgerrecht.
An der Kontroverse über die Mohammed-Karikaturen beteiligte Akkari sich gemeinsam mit dem dänischen Imam Ahmad Abu Laban durch das Verfassen des Akkari-Laban-Dossiers (arabisch ملف عكّاري لبن; deutsch Dossier über das Verfechten des Propheten Mohammed). Akkari und Abu Laban waren als Teil einer Delegation dänischer Gläubiger, die das Dossier in islamisch geprägten Länder verbreiteten, maßgeblich am Aufflammen von zum Teil gewalttätigen Protesten in mehreren Teilen der Welt verantwortlich. Im Dossier wurde unter anderem behauptet, das Klima in Dänemark nach der Publikation der Mohammed-Karikaturen leiste dem Rassismus Vorschub. Außerdem wurden dem Dossier neben den zwölf ursprünglichen Karikaturen der dänischen Zeitung Jyllands-Posten weitere drei Abbildungen hinzugefügt, deren Herkunft ungeklärt ist. Darunter befand sich als vermeintliche Mohammed-Darstellung  unter anderem ein verfremdetes Agenturfoto eines Franzosen, der in einem Jux-Wettbewerb ein Schwein imitiert. Dieses und die weiteren Bilder heizten den Streit zusätzlich an.
Ende Juli 2013 beteuerte Akkari in mehreren Interviews, dass er sein Verhalten während der „Mohammed-Krise“ bereue. Bei dem unter ständigem Polizeischutz stehenden Karikaturisten Kurt Westergaard entschuldigte er sich zudem persönlich. Infolge seiner offiziellen Abkehr vom radikalen Islam wurde Akkari selbst zum Ziel von Drohungen.